# Lưỡng Hà
Lưỡng Hà (tiếng Anh: Mesopotamia) là một khu vực lịch sử ở Tây Á nằm trong hệ thống sông Tigris và Euphrates ở phía bắc của Lưỡi liềm màu mỡ. Ngày nay, Lưỡng Hà nằm ở Iraq. Theo nghĩa rộng nhất, khu vực lịch sử bao gồm Iraq, Kuwait, một phần của Iran, Syria và Thổ Nhĩ Kỳ ngày nay. Nó được coi là một trong những trung tâm văn hóa đầu tiên trên thế giới, và các nền văn minh nổi tiếng nhất của nó là người Sumer, Akkadia, Assyria và Babylonia. Lưỡng Hà là nơi có những phát triển sớm nhất của Cách mạng Đồ đá mới từ khoảng 10.000 năm trước Công nguyên.
Nó đã được xác định là đã "truyền cảm hứng cho một số phát triển quan trọng nhất trong lịch sử loài người, bao gồm việc phát minh ra bánh xe, trồng những cây ngũ cốc đầu tiên và sự phát triển của chữ thảo, toán học, thiên văn học, nông nghiệp và sự phát triển của  đế chế đầu tiên trong lịch sử (đế quôc Akkad) do Sargon of Akkad lãnh đạo". Nó đã được biết đến như một trong những nền văn minh sớm nhất trên thế giới.
Một số nền văn minh theo sau nó, nền đầu tiên là nền văn minh Sumer (4500 TCN–1900 TCN), sau đó là các đế chế, đáng chú ý nhất là Đế quốc Akkad (2334 TCN–2154 TCN), Đế quốc Tân Assyria (911 TCN–609 TCN) và Văn minh cổ Babylon (626 TCN–539 TCN). Người Sumer và người Akkadia (bao gồm cả người Assyria và người Babylonia) lớn lên ở các vùng khác nhau của Iraq - Mesopotamia - đã cai trị Lưỡng Hà từ khi bắt đầu viết nên lịch sử vào khoảng năm 3100 TCN cho đến khi cuộc xâm lược của người Achaemenid và sự sụp đổ của Babylon vào năm 539 TCN, sau đó. rơi vào tay Alexander anh cả vào năm 332 trước Công nguyên và khi ông qua đời, nó trở thành một phần của Đế chế Seleucid Hy Lạp.
Vào khoảng năm 150 trước Công nguyên, Lưỡng Hà bị nhà nước Parthia xâm chiếm. Trong bối cảnh xung đột tiếp diễn giữa người La Mã và người Parthia, các phần phía tây của khu vực nằm dưới sự kiểm soát của người La Mã. Năm 226 sau Công Nguyên, các vùng phía đông của Lưỡng Hà rơi vào tay người Ba Tư Sassanids. Sự phân chia khu vực giữa đế chế La Mã (Byzantine từ năm 395 sau Công nguyên) và Sassanian tiếp tục cho đến thế kỷ thứ bảy sau Công nguyên, Cho đến khi đạo Hồi xâm nhập vào Iraq và Ba Tư và sự sụp đổ của Đế chế Sassanid Có một số quốc gia Mesopotamian bản địa Neo-Assyrian và Cơ đốc giáo giữa thế kỷ 1 trước Công nguyên và thế kỷ 3 sau Công nguyên, bao gồm Hadyab, Asrouna và Hatra.

## Từ nguyên

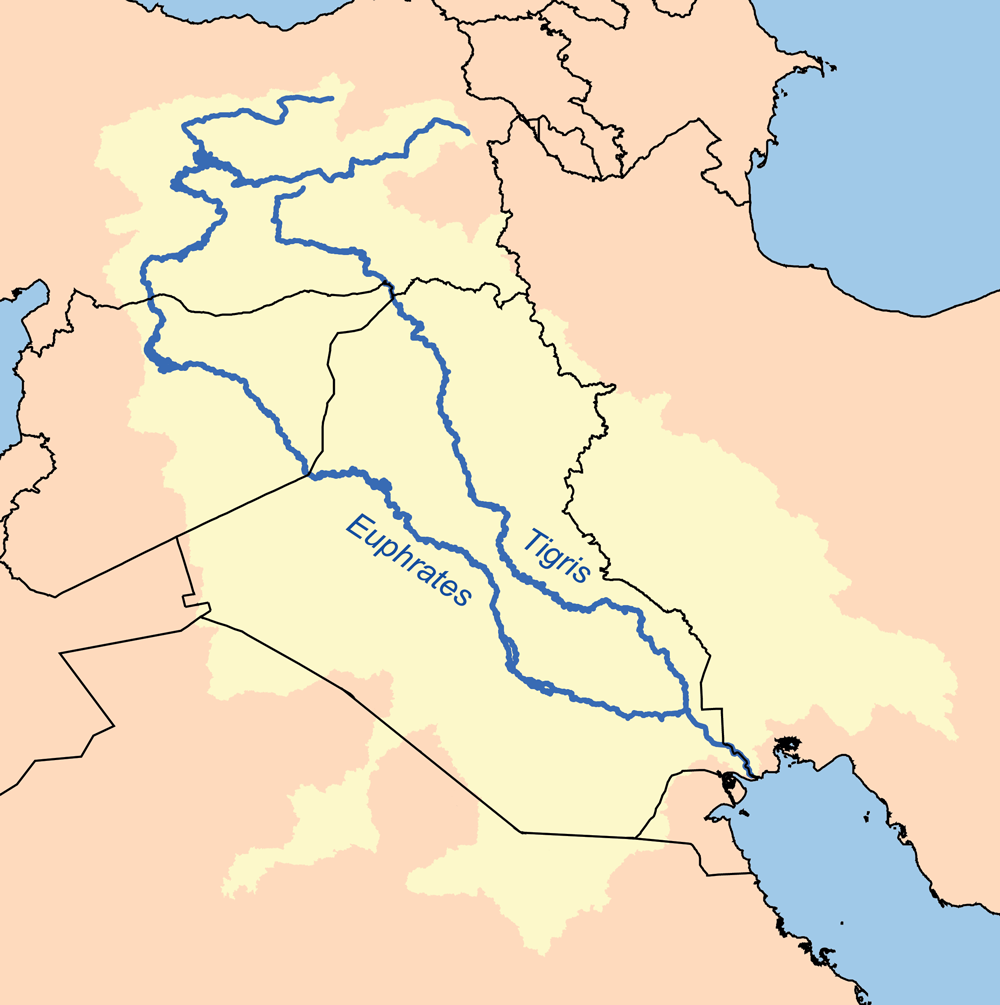
Bản đồ hệ thống sông Tigris-Euphrates bao quanh Lưỡng Hà

Khái niệm địa danh Mesopotamia (/ˌmɛsəpəˈteɪmiə/, tiếng Hy Lạp cổ: Μεσοποταμία "[vùng đất] giữa các dòng sông"; tiếng Ả Rập: بِلَاد ٱلرَّافِدَيْن Bilād ar-Rāfidayn hoặc tiếng Ả Rập: بَيْن ٱلنَّهْرَيْن Bayn an-Nahrayn; tiếng Ba Tư: میان‌رودان miyân rudân; tiếng Syriac: ܒܝܬ ܢܗܪܝܢ Beth Nahrain "Vùng đất bên sông") xuất phát từ từ gốc Hy Lạp cổ μέσος (mesos) "giữa" và ποταμός (potamos) "sông", nghĩa đen là "(vùng đất) giữa các dòng sông". Thuật ngữ này được sử dụng trong bản Septuagint Hy Lạp (k. 250 TCN) để dịch từ tương đương trong tiếng Do Thái và tiếng Aram Naharaim.
Thuật ngữ tiếng Aram biritum/birit narim tương ứng để chỉ khái niệm địa lý tương tự. Sau đó, thuật ngữ Mesopotamia thường được áp dụng cho tất cả các vùng đất giữa Euphrates và Tigris, bao gồm không chỉ Syria mà còn gần như toàn bộ Iraq và đông nam Thổ Nhĩ Kỳ. Các thảo nguyên lân cận ở phía tây Euphrates và phía tây của dãy núi Zagros cũng thường được gộp vào trong thuật ngữ Lưỡng Hà nghĩa rộng.
Thường có sự phân biệt giữa Bắc/Thượng Lưỡng Hà và Nam/Hạ Lưỡng Hà. Thượng Lưỡng Hà, còn được gọi là Jazira, là khu vực giữa Euphrates và Tigris từ đầu nguồn xuống Baghdad. Hạ Lưỡng Hà là khu vực từ Baghdad đến Vịnh Ba Tư, bao gồm Kuwait và một phần của miền tây Iran.
Trong cách sử dụng hiện đại, thuật ngữ Lưỡng Hà/Lưỡng Hà bao gồm cả khía cạnh thời kỳ lịch sử. Nó thường được sử dụng để chỉ khu vực này cho đến khi các cuộc chinh phục Hồi giáo Ả Rập vào thế kỷ thứ 7 CN, từ đó tên để chỉ khu vực được thay bằng các tên tiếng Ả Rập như Syria, Jezirah và Iraq. Cũng có tranh cãi cho rằng những uyển ngữ này là những cái tên mang tính Âu châu trung tâm chủ nghĩa được gán cho khu vực ở thời kỳ phương Tây xâm lấn thế kỷ 19.

## Địa lý

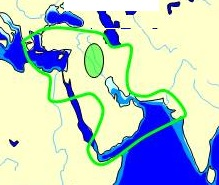
Những phần đã biết của các nền văn hóa Lưỡng Hà, Babylon và Assyria từ các nguồn tài liệu

Lưỡng Hà bao gồm vùng đất nằm giữa sông Euphrates và sông Tigris, cả hai đều bắt nguồn từ dãy núi Taurus. Hai con sông được cấp nước bởi nhiều phụ lưu và toàn bộ hệ thống sông chảy qua một vùng núi rộng lớn. Các tuyến đường bộ ở Lưỡng Hà thường men theo Euphrates vì bờ sông Tigris thường dốc và trắc trở. Khu vực có khí hậu bán khô hạn với một sa mạc rộng lớn ở phía bắc và một khu vực 15.000 kilômét vuông (5.800 dặm vuông Anh) đầm lầy, đầm phá, bãi bùn và bờ lau sậy ở phía nam. Ở cực nam, Euphrates và Tigris hợp dòng và đổ vào Vịnh Ba Tư.
Môi trường khô hạn trải dài từ các khu vực phía bắc nhưng chưa chắc làm nông nghiệp dùng nước mưa cho đến ở phía nam dùng thủy lợi. Hệ thống tưới tiêu được hỗ trợ bởi mực nước cao và nước tuyết tan từ trên các đỉnh núi cao phía bắc dãy Zagros và từ Cao nguyên Armenia. Hệ thống thủy lợi đòi hỏi khả năng huy động lực lượng lao động lớn để xây dựng và bảo trì kênh rạch, dẫn đến sự phát triển của đô thị và hệ thống chính quyền tập trung ở thời kỳ sơ khai.
Nông nghiệp trong khu vực cũng được kết hợp với chăn thả du mục cừu và dê (và sau đó là lạc đà) từ thảo nguyên ven sông vào những tháng mùa hè khô ráo tới vùng rìa sa mạc vào mùa đông ẩm ướt. Khu vực này có ít đá xây dựng, kim loại quý và gỗ, vì vậy phải phụ thuộc vào buôn bán nông sản đường dài để trao đổi các mặt hàng này từ các khu vực xa xôi. Ở vùng đầm lầy ở phía nam, một nền văn hóa ngư nghiệp phức tạp đã tồn tại từ thời tiền sử, cũng đóng góp vào sự đa dạng văn hóa.
Khu vực thường xảy ra những sự đứt gãy văn hóa định kỳ vì một số lý do. Nhu cầu lao động theo thời gian đã dẫn đến sự gia tăng dân số, đẩy khả năng chịu đựng của hệ sinh thái tới giới hạn. Giai đoạn bất ổn khí hậu xảy ra có thể kéo theo sự sụp đổ của chính quyền trung ương và suy giảm dân số. Ngoài ra, những cuộc tấn công từ các bộ lạc trung du hoặc người du mục đã dẫn đến thương mại sụp đổ và các hệ thống thủy lợi bị bỏ bê. Cùng với đó, xu hướng trung tâm hóa của các thành bang khiến cho quyền lực của chính quyền trung ương trên toàn khu vực bị phân mảnh. Những xu hướng này vẫn tiếp tục cho đến ngày nay ở Iraq.

## Lịch sử

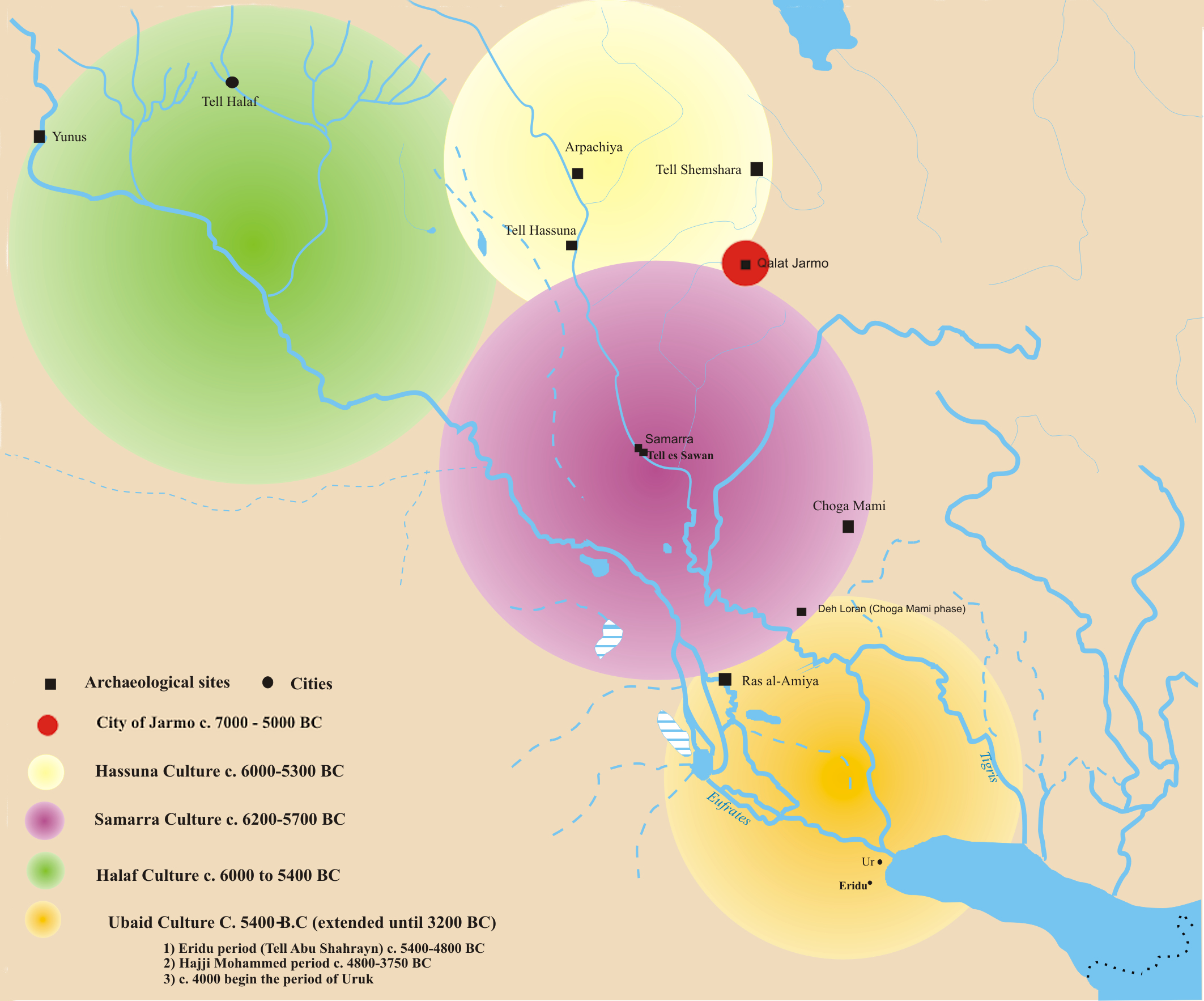
Khởi đầu ở Jarmo (chấm đỏ, k. 7500 TCN), nền văn minh Lưỡng Hà vào thiên niên kỷ 7 đến 5 TCN tập trung quanh văn hóa Hassuna ở phía bắc, văn hóa Halaf ở phía tây bắc, văn hóa Samarra ở miền trung Lưỡng Hà và Văn hóa Ubaid ở phía đông nam, sau này lan rộng ra toàn bộ khu vực.

Thời tiền sử của vùng Cận Đông cổ đại bắt đầu từ thời kỳ đồ đá cũ. Chữ viết xuất hiện dưới dạng chữ tượng hình ở thời kỳ Uruk IV (khoảng thiên niên kỷ thứ 4 TCN), còn các ghi chép lịch sử bắt đầu từ giữa thiên niên kỷ thứ ba TCN với các tài liệu chữ hình nêm về các vị vua Sơ kỳ triều đại. Lịch sử Lưỡng Hà kết thúc với việc bị Đế chế Achaemenes thôn tính vào cuối thế kỷ thứ 6 TCN, hoặc tại thời điểm cuộc chinh phạt của người Hồi giáo và thành lập Caliphate vào cuối thế kỷ thứ 7 CN, kể từ sau đó khu vực này được gọi là Iraq. Trong suốt lịch sử tồn tại, Lưỡng Hà là vùng đất của một số trong những xã hội cổ đại phức tạp và phát triển nhất thế giới.
Khu vực này là một trong bốn nền văn minh châu thổ phát minh ra chữ viết, cùng với thung lũng sông Nile ở Ai Cập cổ đại, Văn minh lưu vực sông Ấn ở tiểu lục địa Ấn Độ và văn minh sông Hoàng Hà ở Trung Quốc cổ đại. Lưỡng Hà có các thành phố quan trọng trong lịch sử như Uruk, Nippur, Nineveh, Assur và Babylon, cũng như các vùng lãnh thổ lớn như thành phố Eridu, các vương quốc Akkad, Triều đại thứ ba của Ur và các đế chế Assyria. Một số nhân vật lịch sử quan trọng của Lưỡng Hà là Ur-Nammu (vua của Ur), Sargon của Akkad (người thành lập Đế chế Akkad), Hammurabi (người thành lập nhà nước Babylon cổ), Ashur-uballit II và Tiglath-Pileser I (người thành lập Đế quốc Assyria).

### Phân loại thời kỳ
- Tiền sử

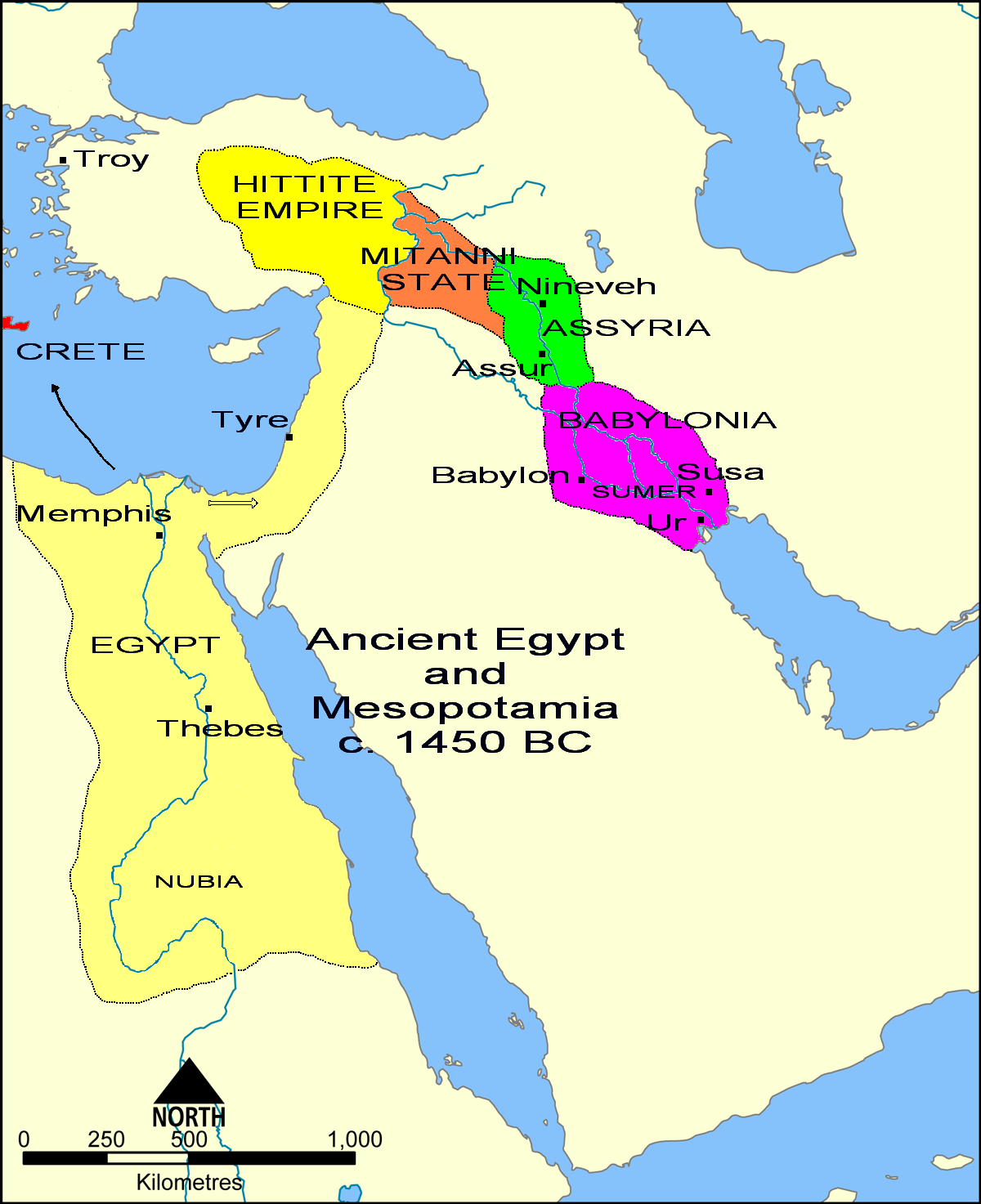
Bản đồ tổng quan vào thế kỷ 15 TCN cho thấy phần trung tâm Assyria với hai thành phố lớn Assur và Nineveh nằm giữa Babylonia ở hạ lưu và các nước Mitanni và Hatti ở thượng nguồn.

  - Đồ đá mới tiền đồ gốm A (10.000–8700 TCN)
  - Đồ đá mới tiền đồ gốm B (8700–6800)
  - Jarmo (7500–5000 TCN)
  - Hassuna (~ 6000 BC–? BC), Samarra (~ 5700–4900 BC) và các nền văn hóa Halaf (~ 6000–5300 BC)
  - Thời kỳ Ubaid (~ 5900-4400 TCN)
  - Thời kỳ Uruk (~ 4400–3100 TCN)
  - Thời kỳ Jemdet Nasr (~ 3100–2900 TCN) [14]
- Thời kỳ đồ đồng sớm 
  - Sơ kỳ triều đại (~ 2900–2350 TCN)
  - Đế chế Akkad (~ 2350–2100 TCN)
  - Triều đại thứ ba của Ur (2112–2004 TCN)
  - Vương quốc Assyria thời đầu (thế kỷ 24 đến 18 TCN)
- Thời đại đồ đồng 
  - Babylonia thời đầu (thế kỷ 19 đến 18 TCN)
  - Triều đại Babylon đầu tiên (thế kỷ 18 đến 17 TCN)
  - Vụ phun trào Minoan (khoảng năm 1620 TCN)
- Thời kỳ đồ đồng muộn
  - Thời kỳ Cổ Assyria (thế kỷ 16 đến 11 TCN)
  - Thời kỳ Trung Assyria (khoảng 1365–1076 TCN)
  - Triều đại Kassite ở Babylon, (khoảng 1595–1155 TCN)
  - Thời đại đồ đồng sụp đổ (thế kỷ 12 đến thế kỷ 11 TCN)
- Thời kỳ đồ sắt
  - Các quốc gia Syro-Hitti (thế kỷ 11 đến thế kỷ thứ 7 TCN)
  - Đế chế Tân Assyria (thế kỷ thứ 10 đến thế kỷ thứ 7 TCN)
  - Đế chế Tân Babylon (thế kỷ thứ 7 đến thế kỷ thứ 6 TCN)
- Thời cổ đại
  - Babylon thuộc Ba Tư, Assyria thuộc Achaemenes (thế kỷ thứ 6 đến thế kỷ thứ 4 TCN)
  - Lưỡng Hà thuộc Seleukos (thế kỷ thứ 4 đến thế kỷ thứ 3 TCN)
  - Babylon thuộc Parthia (thế kỷ thứ 3 TCN)
  - Osroene (thế kỷ thứ 2 đến thế kỷ thứ 3 CN)
  - Adiabene (thế kỷ 1 đến thế kỷ 2 CN)
  - Hatra (thế kỷ 1 đến thế kỷ 2 CN)
  - Lưỡng Hà thuộc La Mã (thế kỷ thứ 2 đến thế kỷ 7 CN), Assyria thuộc La Mã (thế kỷ thứ 2 CN)
- Cổ đại hậu kỳ
  - Đế chế Palmyrene (thế kỷ thứ 3 CN)
  - Asōristān (thế kỷ thứ 3 đến thế kỷ thứ 7 CN)
  - Euphratensis (giữa thế kỷ thứ 4 đến thế kỷ thứ 7 CN)
  - Cuộc xâm lược Hồi giáo (giữa thế kỷ thứ 7 CN)

## Chính trị
Địa lý Lưỡng Hà có tác động sâu sắc đến sự phát triển chính trị của khu vực. Giữa các dòng sông và suối, người Sumer đã xây dựng những thành phố đầu tiên cùng với các kênh đào thủy lợi được ngăn cách bởi những dải sa mạc rộng lớn hoặc đầm lầy nơi các bộ lạc du mục sinh sống. Giao tiếp giữa các thành phố bị hạn chế vì khó khăn và đôi khi nguy hiểm. Do đó, mỗi thành phố Sumer dần trở thành một thành bang, độc lập với các thành phố khác. Đôi khi có một thành phố cố gắng chinh phục và thống nhất khu vực, nhưng thường kết thúc thất bại. Do đó, lịch sử chính trị của Sumer là một chuỗi những cuộc chiến gần như liên tục. Cuối cùng Sumer được thống nhất bởi Eannatum nhưng cũng không tồn tại được lâu khi chỉ một thế hệ sau đã bị người Akkad chinh phục vào năm 2331 TCN. Đế chế Akkad là đế chế đầu tiên thành công tồn tại hơn một thế hệ và chứng kiến các vị vua kế vị trong hòa bình. Tuy nhiên, chỉ trong một vài thế hệ, đế chế Akkad suy tàn, từ đó phần lớn thời gian Lưỡng Hà bị các dân tộc ngoại bang thay phiên nhau cai trị.

### Vương quyền
Người Lưỡng Hà tin rằng các vị vua và vương hậu của họ là hậu duệ từ Thiên giới, nhưng không giống như người Ai Cập cổ đại, họ không bao giờ cho rằng các vị vua của họ là các vị thần thực sự. Hầu hết các vị vua tự xưng là "vua của vũ trụ", hay "đại vương". Một tên gọi phổ biến khác là "người chăn cừu", thể hiện các vị vua chăm nom thần dân của mình.

### Quyền lực
Khi Assyria phát triển thành một đế chế, nó được chia thành các phần nhỏ hơn, được gọi là các tỉnh. Mỗi tỉnh được đặt theo tên của các thành phố chính như Nineveh, Samaria, Damascus và Arpad, và đều có tổng trấn riêng có nhiệm vụ giám sát việc thu thuế. Tổng trấn cũng là người chịu trách nhiệm thực thi pháp luật, huy động binh lính nhập ngũ và cung cấp công nhân để xây dựng đền thờ. Theo cách này, việc kiểm soát một đế chế rộng lớn trở nên dễ dàng hơn.
Mặc dù Babylon là một thành bang khá nhỏ ở Sumer, nó đã phát triển vượt bậc dưới thời Hammurabi. Ông được gọi là "nhà lập pháp", và Babylon nhanh chóng trở thành một thành phố lớn ở Lưỡng Hà, và là một trung tâm tôn giáo, văn hóa và học thuật quan trọng ở Lưỡng Hà.

## Chiến tranh

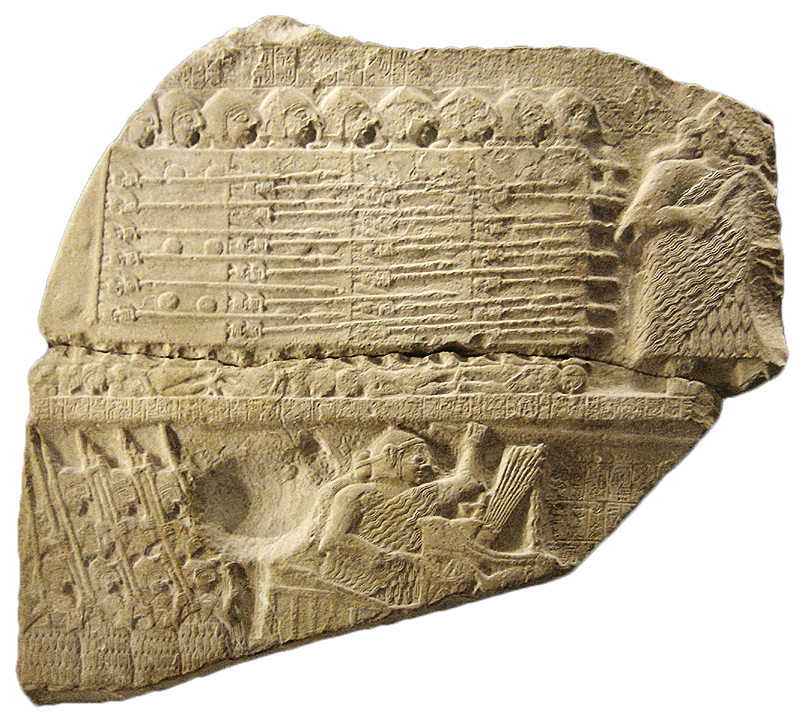
Mảnh vỡ của Bia Kền kền thể hiện các chiến binh diễu hành, Sơ kỳ triều đại III, 2600–2350 TCN

Khi kết thúc giai đoạn Uruk, các thành phố có tường bao phát triển còn nhiều làng mạc văn hóa Ubaid biệt lập bị bỏ hoang, cho thấy sự gia tăng của bạo lực. Một trong vị vua đầu tiên, Lugalbanda, được cho là đã xây dựng những bức tường trắng xung quanh thành phố. Khi thành bang bắt đầu phát triển, phạm vi ảnh hưởng của chúng chồng chéo lên nhau gây ra tranh chấp giữa các thành bang, đặc biệt là trên đất liền và kênh rạch. Những tranh chấp này đã được ghi lại trong các phiến đất sét từ thời điểm vài trăm năm trước khi xảy ra bất kỳ cuộc chiến lớn nào. Chiến tranh lần đầu được ghi lại vào k. 3200 TCN, nhưng không phổ biến cho đến k. 2500 TCN. Một vị vua (Ensi) nửa lịch sử nửa thần thoại của thành Uruk sơ kỳ triều đại II, Gilgamesh (k. 2600 TCN), đã được ca tụng vì các chiến công chống lại Humbaba của Núi tuyết tùng trong nhiều bài thơ và bài hát sau này. Tấm bia Kền kền vào cuối sơ kỳ triều đại III (2600–2350 TCN), kỷ niệm chiến thắng của Eannatum của Lagash trước thành phố đối thủ Umma lân cận, là tượng đài lâu đời nhất trên thế giới về một vụ thảm sát. Từ thời điểm này trở đi, chiến tranh đã trở thành một phần của hệ thống chính trị Lưỡng Hà. Đôi khi một thành phố trung lập có thể đóng vai trò trung gian cho hai thành phố đối thủ. Điều này đã giúp hình thành các liên minh giữa các thành phố, dẫn đến sự thành lập các quốc gia trong khu vực. Các đế chế hình thành và hướng các chiến dịch quân sự ra bên ngoài. Chẳng hạn, vua Sargon đã chinh phục tất cả các thành phố Sumer, một số thành phố ở Mari và sau đó tiến hành chiến tranh với miền bắc Syria. Nhiều bức tường cung điện Assyria và Babylon được trang trí bằng những hình ảnh của các trận thắng và kẻ thù tuyệt vọng trốn thoát hoặc ẩn náu giữa đám lau sậy.

### Pháp luật
Các thành bang Lưỡng Hà đã ban hành các bộ luật đầu tiên, dựa trên quyền ưu tiên pháp lý và các quyết định của vua, tiêu biểu như Urukagina, Lipid Ishtar và Hammurabi. Bộ luật Hammurabi (1780 TCN) là một trong những bộ luật đầu tiên được biết đến và được bảo tồn tốt nhất của Lưỡng Hà cổ đại, bao gồm hơn 200 điều luật cho. Các bộ luật cho thấy sự suy yếu dần dần về quyền của phụ nữ và mức độ tàn khốc tăng dần trong việc đối xử với nô lệ.

## Ngôn ngữ và chữ viết
Ngôn ngữ viết đầu tiên ở Lưỡng Hà là Sumer, một ngôn ngữ chắp dính độc lập. Cùng với tiếng Sumer, các ngôn ngữ Semit cũng được sử dụng ở Lưỡng Hà thời đầu. Tiếng Subartu ở vùng núi Zagros, có thể thuộc họ ngôn ngữ Hurro-Urartuan, xuất hiện trong tên người, sông, núi và trong các nghề thủ công khác nhau. Tiếng Akkad trở thành ngôn ngữ chính của Đế chế Akkad và các đế chế Assyria, nhưng tiếng Sumer vẫn được sử dụng cho các mục đích hành chính, tôn giáo, văn học và khoa học. Các phương ngữ Akkad khác nhau đã được sử dụng cho đến cuối thời Tân Babylon. Tiếng Aram cổ, vốn đã trở nên phổ biến ở Lưỡng Hà, sau đó trở thành ngôn ngữ hành chính chính thức của Đế quốc Tân Assyria, rồi sau đó là Đế chế Achaemenes. Tiếng Akkad dần không còn được sử dụng, nhưng vẫn được sử dụng cùng với tiếng Sumer trong đền thờ sau một vài thế kỷ. Các văn bản tiếng Akkad cuối cùng có niên đại khoảng thế kỷ 1 CN.
Trong thời kỳ đầu lịch sử của Lưỡng Hà (khoảng giữa thiên niên kỷ thứ 4 TCN), tiếng Sumer bắt đầu được viết bằng chữ hình nêm, có tên như vậy do được viết bằng bút có đầu hình tam giác khắc trên đất sét ướt. Các dạng chuẩn hóa của kí tự hình nêm rất có thể được phát triển từ chữ tượng hình.
Hệ thống kí hiệu tượng hình ban đầu của chữ hình nêm đòi hỏi nhiều năm để thành thạo, vì vậy, chỉ có một số người làm kinh sư mới được đào tạo để sử dụng nó. Đến khi hệ thống chữ kí âm trở nên phổ biến dưới thời Sargon, một phần đáng kể dân số Lưỡng Hà mới có thể đọc và viết. Nhiều kho lưu trữ văn bản lớn đã được tìm thấy và khôi phục từ các di tích khảo cổ học của các trường học kinh sư ở Babylon cổ đại.
Hầu hết các thị trấn và đền thờ đều có thư viện. Có một câu ngạn ngữ cổ của người Sumer rằng "Một kinh sư ưu tú thường dậy từ lúc bình minh". Phụ nữ cũng như đàn ông đều được học đọc và viết, và trong thời kỳ Semit, việc này yêu cầu cả kiến thức về ngôn ngữ Sumer đã tuyệt chủng, với hệ thống âm tiết phức tạp và sâu rộng.
Một lượng đáng kể văn học Babylon là tác phẩm dịch từ bản gốc Sumer, tôn giáo và luật pháp tiếp tục được viết bằng tiếng Sumer. Từ vựng, ngữ pháp và bản dịch song ngữ được biên soạn để cho học trò sử dụng, cũng như các bài bình luận về các văn bản cũ và giải thích các từ và cụm từ tối nghĩa. Người ta sắp xếp và đặt tên tất cả chữ cái kí âm, cũng như soạn thảo chúng thành các danh sách công phu.
Có rất nhiều tác phẩm văn học Babylon đã được biết đến ngày nay. Nổi tiếng nhất trong số đó là Sử thi Gilgamesh nằm trong mười hai phiến đất sét, được biên soạn từ các văn bản tiếng Sumer bởi Sin-liqi-unsinni. Sử thi nói về những cuộc phiêu lưu của Gilgamesh, vị vua bán lịch sử/thần thoại của Uruk, có thể được tổng hợp từ nhiều nguồn cổ xưa và các câu chuyện khác nhau.

## Tôn giáo và triết học

### Tôn giáo
Tôn giáo Lưỡng Hà cổ đại bao gồm tín ngưỡng và tập tục tôn giáo của các nền văn minh Lưỡng Hà trong khoảng năm 3500 TCN đến 400 CN, sau đó phần lớn bị thay thế bởi Kitô giáo Syria. Sự phát triển tôn giáo ở Lưỡng Hà và văn hóa Lưỡng Hà nói chung không bị ảnh hưởng bởi dòng di chuyển đến và đi khắp khu vực của các dân tộc khác nhau, đặc biệt là ở phía nam. Thay vào đó, tôn giáo Lưỡng Hà là một truyền thống nhất quán và mạch lạc, phù hợp với nhu cầu nội tại của các tín đồ qua hàng thiên niên kỷ phát triển.
Những khởi nguồn sớm nhất của tư tưởng tôn giáo Lưỡng Hà có từ giữa thiên niên kỷ thứ 4 TCN, có nền tảng từ sự thờ phụng thiên nhiên. Trong thiên niên kỷ thứ 3 TCN, các đối tượng thờ phụng đã được nhân cách hóa và trở thành một nhóm các vị thần với các chức năng cụ thể. Các giai đoạn cuối cùng của đa thần giáo Lưỡng Hà phát triển trong thiên niên kỷ thứ 2 và thứ 1, tập trung hơn vào tôn giáo thờ phụng cá nhân và sắp xếp các vị thần thành một hệ thống phân cấp quân chủ với vị thần quốc gia là người đứng đầu các thần. Tôn giáo Lưỡng Hà cuối cùng bị suy tàn trước sự truyền bá của các tôn giáo Iran thời Đế chế Achaemenes và sự Kitô giáo hóa.

### Triết học
Nhiều nền văn minh của khu vực có ảnh hưởng lớn đến các tôn giáo Abraham, đặc biệt là Kinh thánh tiếng Do Thái; giá trị văn hóa và ảnh hưởng văn học của nó được thể hiện đặc biệt rõ ràng trong Sách Sáng thế.
Giorgio Buccellati cho rằng khởi nguồn của triết học đến từ các triết lý sơ khai về cuộc sống ở Lưỡng Hà, đặc biệt là về đạo đức, dưới các hình thức biện chứng, đối thoại, sử thi, văn hóa dân gian, thánh ca, lời bài hát, văn xuôi và tục ngữ. Lý luận và lý tính thời Babylon đã phát triển vượt ra ngoài quan sát thực nghiệm.
Tư duy triết học Babylon có ảnh hưởng đến triết học Hy Lạp cổ đại, đặc biệt là triết học Hy Lạp hóa. Văn bản Babylon Đối thoại của người bi quan có điểm tương đồng với các suy nghĩ chủ vận của các nhà ngụy biện và các học thuyết Heraclitus về sự tương phản, và các đối thoại của Plato, cũng như là tiền thân cho phương pháp gợi hỏi của Socrates. Nhà triết học người Ionia Thales cũng bị ảnh hưởng bởi các ý tưởng vũ trụ học của Babylon. 

## Văn hóa xã hội

### Lễ hội
Người Lưỡng Hà cổ đại tổ chức nghi lễ mỗi tháng. Chủ đề của các nghi lễ và lễ hội cho mỗi tháng được xác định bởi ít nhất sáu yếu tố quan trọng:
1. Mùa trăng (trăng thượng huyền mang ý nghĩa đủ đầy và tăng trưởng, còn trăng hạ huyền được gắn với sự giảm sút, duy trì và các lễ hội của Địa ngục)
2. Giai đoạn của chu kỳ nông nghiệp hàng năm
3. Điểm phân và điểm chí
4. Thần thoại địa phương và những các vị thần bảo trợ
5. Thành công của vị vua hiện tại
6. Lễ hội Akitu, hay Lễ Năm mới (Trăng tròn đầu tiên sau xuân phân)
7. Kỷ niệm các sự kiện lịch sử cụ thể (thành lập, chiến thắng quân sự, ngày lễ đền thờ,...)

### Âm nhạc
Các ca khúc được viết để dâng lên các vị thần hoặc để kể về các sự kiện quan trọng. Âm nhạc được yêu thích bởi cả giới quý tộc và thường dân. Dân chúng thích hát và nhảy trong nhà hoặc ở chợ. Các ca khúc được truyền miệng qua nhiều thế hệ cho đến khi chữ viết trở nên phổ biến hơn. Những ca khúc này là một phương tiện truyền tải thông tin quan trọng về các sự kiện lịch sử qua nhiều thế kỷ.
Oud (tiếng Ả Rập: العود) là một nhạc cụ có dây nhỏ được sử dụng bởi người Lưỡng Hà. Hình ảnh lâu đời nhất về Oud có từ thời Uruk ở Nam Lưỡng Hà hơn 5000 năm trước, ở trên một con dấu hình trụ hiện đang được lưu trữ tại Bảo tàng Anh. Con dấu mô tả một phụ nữ đang cúi mình xuống chơi nhạc ở trên thuyền. Nhạc cụ này xuất hiện nhiều lần trong suốt lịch sử Lưỡng Hà và cả ở Ai Cập cổ đại từ triều đại thứ 18 trở đi với các biến thể cổ dài hoặc ngắn. Oud được coi là tiền thân của đàn lute châu Âu.

### Trò chơi
Săn bắn là hoạt động phổ biến của các vị vua Assyria. Đấm bốc và đấu vật cũng thường xuyên xuất hiện trong nghệ thuật. Một số hình thức polo có thể rất phổ biến, nhưng với người cưỡi trên vai người khác thay vì cưỡi ngựa. Majore là một trò chơi tương tự như môn bóng bầu dục nhưng với bóng gỗ. Họ cũng có một trò chơi trên bàn tương tự như senet và backgammon, hiện được gọi là "Trò chơi Hoàng gia của Ur ".

### Gia đình
Như được thể hiện trong các bộ luật nối tiếp nhau, Urukagina, Lipid Ishtar và Hammurabi, xã hội Lưỡng Hà ngày càng trở nên gia trưởng. Ở thời Sumer sơ kỳ, "en", hay đại tư tế, của các nam thần ban đầu là phụ nữ, còn en của nữ thần thì là đàn ông. Thorkild Jacobsen, cũng như nhiều người khác, cho rằng xã hội Lưỡng Hà thời kỳ đầu được cai trị bởi một "hội đồng trưởng lão" mà ở đó đàn ông và phụ nữ đều được đại diện bình đẳng, nhưng theo thời gian, địa vị của phụ nữ giảm xuống còn của đàn ông tăng lên. Chỉ có hậu duệ hoàng tộc và con trai của các gia đình giàu có, hoặc các nghề nghiệp như thầy giáo, thầy thuốc, tư tế mới được đi học. Hầu hết các bé trai học nghề của cha hoặc được đi học nghề. Các bé gái phải ở nhà với mẹ để học nội trợ và nấu ăn, và chăm sóc trẻ em trong nhà. Tuy nhiên, phụ nữ ở Lưỡng Hà cũng có một số quyền nhất định. Họ có thể sở hữu tài sản và có thể ly hôn nếu có lý do chính đáng.:78–79

### Chôn cất
Hàng trăm ngôi mộ đã được khai quật tại nhiều khu vực ở Lưỡng Hà, cung cấp thông tin về thói quen chôn cất của người Lưỡng Hà. Tại thành phố Ur, hầu hết mọi người được chôn cất trong các ngôi mộ gia đình dưới nhà của họ, cùng với một số tài sản. Một số hài cốt được tìm thấy được bọc trong chiếu và thảm. Trẻ em chết non được đặt trong những chiếc "lọ" lớn để ở nhà nguyện gia đình. Những hài cốt khác đã được tìm thấy trong nghĩa địa thành phố. 17 ngôi mộ đã được tìm thấy với những đồ vật rất quý giá bên trong nên được cho là những ngôi mộ hoàng gia.

## Kinh tế và nông nghiệp

Các khu khai thác mỏ ở Tây Á cổ đại: asen, đồng đỏ, thiếc, sắt, vàng, bạc và chì. Khu vực màu vàng là đồng arsenic, còn khu vực màu xám là đồng thiếc.

Nền nông nghiệp sử dụng thủy lợi lan tỏa từ vùng đồi Zagros với văn hóa Samara và Hadji Muhammed xuống phía nam vào khoảng 5.000 TCN. Các ngôi đền Sumer có chức năng như ngân hàng và đã phát triển hệ thống cho vay và tín dụng quy mô lớn, nhưng đến thời người Babylon mới phát triển hệ thống ngân hàng thương mại đầu tiên. Nó có nhiều nét tương đồng với kinh tế học hậu Keynes thời hiện đại, nhưng với cách tiếp cận cởi mở hơn.
Từ sơ kỳ triều đại đến thời Ur III, các đền thờ sở hữu tới một phần ba tổng diện tích đất, giảm dần theo thời gian khi hoàng gia và các tổ chức tư nhân khác tăng lên. Từ Ensi chỉ chức quan cai quản nền nông nghiệp phụ thuộc vào đền thờ. Nông nô chủ yếu làm việc ở trên đất của đền thờ hoặc cung điện.
Nền nông nghiệp ở Lưỡng Hà đòi hỏi phải có hệ thống tưới tiêu và thoát nước tốt. Nhu cầu tưới tiêu khiến người Sumer, sau đó là người Akkad, xây dựng các thành phố dọc theo sông Tigris, Euphrates và các chi lưu. Các con sông cung cấp thủy sản (được sử dụng làm cả thực phẩm và phân bón), lau sậy và đất sét (làm vật liệu xây dựng). Với hệ thống tưới tiêu, nguồn cung cấp thực phẩm ở Lưỡng Hà có thể so sánh với với vùng thảo nguyên Canada.
Các thung lũng sông Tigris và Euphrates tạo thành phần phía đông bắc của Lưỡi liềm Màu mỡ, bao gồm cả thung lũng sông Jordan và sông Nile. Mặc dù đất phù sa châu thổ phì nhiêu và có lợi cho mùa màng, những vùng cách xa nước lại khô cằn và không thể ở được. Vì vậy sự phát triển của thủy lợi rất quan trọng đối với những người định cư ở Lưỡng Hà. Người Lưỡng Hà đã tìm ra cách kiểm soát nước bằng đập và cống. Những người định cư ban đầu đã biết sử dụng cày gỗ để làm tơi đất trước khi gieo trồng lúa mạch, hành tây, nho, củ cải và táo. Họ cũng là một trong những người đầu tiên làm ra bia và rượu vang. Mặc dù các dòng sông duy trì sự sống nhưng chúng cũng gây ra lũ lụt thường xuyên tàn phá các thành phố. Thời tiết Lưỡng Hà thất thường gây khó khăn và mất mùa cho nông dân; vì vậy phải có thêm các nguồn thức ăn dự phòng như bò và cừu. Theo thời gian, đất đai phần cực nam của Lưỡng Hà Sumer bị mặn hóa, dẫn đến sự suy tàn dần dần và quyền lực bị dịch chuyển lên Akkad ở phía bắc. 

## Khoa học kỹ thuật

### Toán học
Toán học và khoa học Lưỡng Hà dựa trên hệ đếm lục thập phân (cơ sở 60). Đây là nguồn gốc của cách sử dụng 60 giây một phút, 60 phút một giờ và 360 độ (60 × 6) một vòng tròn thời hiện đại. Lịch Sumer được tính theo tuần có bảy ngày.
Người Babylon có thể đã biết sử dụng các quy tắc đo diện tích. Họ tính chu vi đường tròn bằng ba lần đường kính và diện tích bằng một phần mười hai bình phương của chu vi, điều này là đúng trong trường hợp lấy π bằng 3. Thể tích của một hình trụ là tích của đáy và chiều cao, tuy nhiên, thể tích của sự hình nón hoặc hình chóp vuông được tính không chính xác bằng chiều cao nhân với một nửa diện tích đáy. Ngoài ra, có một phát hiện gần đây tìm được một phiến đấy sét sử dụng số π bằng 3 và 1/8.
Người Babylon cũng có đơn vị dặm Babylon, tương đương với 11 km ngày nay. Đơn vị khoảng cách này cuối cùng được chuyển đổi thành đơn vị dặm thời gian, sử dụng để đo thời gian theo hành trình của Mặt trời.

### Thiên văn học
Từ thời Sumer, các tư tế đền thờ thường giải đoán các sự kiện xảy ra dựa theo vị trí của các thiên thể. Điều này tiếp tục đến thời Assyria, với truyền thống ban hành limmu, danh mục các ngày lễ vọng dựa theo vị trí hành tinh, mỗi năm.
Các phiến đất sét có niên đại từ thời Babylon cổ ghi lại việc ứng dụng toán học vào tính toán sự biến thiên độ dài của ngày trong một năm mặt trời. Hàng thế kỷ quan sát của người Babylon về các hiện tượng thiên thể được ghi lại trong các bảng chữ chữ hình nêm được gọi là 'Enūma Anu Enlil'. Văn bản thiên văn quan trọng lâu đời nhất cho đến nay là Phiến 63 của 'Enūma Anu Enlil', phiến Venus của Ammi-Saduqa, liệt kê những lần mọc đầu và cuối của Sao Kim trong khoảng 21 năm và là bằng chứng sớm nhất của việc nhận biết chu kì của một hành tinh. Thước trắc tinh hình chữ nhật cổ nhất có từ thời Babylon k. 1100 TCN, goi là MUL. APIN, chứa các danh mục sao và chòm sao cũng như các sơ đồ dự đoán mọc lúc rạng đông và đặc điểm của các hành tinh, độ dài của ban ngày được đo bằng đồng hồ nước, gnomon, bóng và nhuận. Văn bản GU của Babylon sắp xếp các ngôi sao thành "chuỗi" nằm dọc các vòng xích vĩ để đo xích kinh độ hoặc khoảng thời gian, và cũng bao gồm cả các ngôi sao nằm ở thiên đỉnh, phân tách bằng các khác biệt về xích kinh độ.
Cung hoàng đạo là một phát minh của người Babylon thời cổ đại. Có nhiều văn bản chữ hình nêm ghi chép về các quan sát nhật thực gốc của người Lưỡng Hà.
Đến thời Tân Babylon, trong số các ngành khoa học, thiên văn học và chiêm tinh học vẫn chiếm một vị trí danh giá trong xã hội. Thiên văn học Babylon là nền tảng cho thiên văn học Hy Lạp cổ đại, thiên văn học cổ điển Ấn Độ, Sasan, Byzantine và Syria, thiên văn học Hồi giáo thời trung cổ, và thiên văn học ở Trung Á và Tây Âu. Do đó, thiên văn học Tân Babylon có thể được coi là tiền thân trực tiếp của phần lớn toán học và thiên văn học Hy Lạp cổ đại, đến lượt nó lại là tiền thân lịch sử của cuộc cách mạng khoa học châu Âu (phương Tây).
Trong thế kỷ thứ 8 và 7 TCN, các nhà thiên văn học Babylon đã phát triển một hướng tiếp cận mới đối với thiên văn học. Họ bắt đầu nghiên cứu triết học về bản chất lý tưởng của vũ trụ sơ khai và sử dụng logic nội tại trong hệ thống hành tinh dự đoán của họ. Đây là một đóng góp quan trọng cho thiên văn học và triết học khoa học, một số học giả đã gọi phương pháp mới này là cuộc cách mạng khoa học đầu tiên. Cách tiếp cận mới này đối với thiên văn học đã được đón nhận và phát triển hơn nữa trong thiên văn học Hy Lạp cổ điển và Hy Lạp hóa.
Đến thời Seleukos và Parthia, các ghi chép thiên văn có tính khoa học toàn diện. Sự phát triển phương pháp dự đoán chuyển động của các hành tinh của người Babylon được coi là một giai đoạn quan trọng trong lịch sử thiên văn học.
Nhà thiên văn học Babylon duy nhất được biết đến là người ủng hộ mô hình nhật tâm là Seleukos của Seleucia (sinh 190 TCN), được nhắc đến trong các tác phẩm của Plutarch. Ông cho rằng Trái đất quay quanh trục của chính nó, và quay quanh Mặt trời. Theo Plutarch, Seleukos thậm chí đã chứng minh hệ thống nhật tâm, nhưng không rõ ông đã sử dụng những luận cứ nào.

### Y học
Các văn bản lâu đời nhất của Babylon (bằng tiếng Akkad) về y học bắt nguồn từ triều đại Babylon đầu tiên trong nửa đầu thiên niên kỷ thứ 2 TCN mặc dù các đơn thuốc sớm nhất xuất hiện ở Sumer trong triều đại thứ ba của Ur. Tuy nhiên, văn bản y học Babylon chi tiết nhất là Cẩm nang Chẩn đoán được viết bởi một ummânū, hay Đại học giả, Esagil-kin-apli của Borsippa, dưới triều đại của Adad-apla-iddina (1069–1046 TCN).
Cẩm nang Chẩn đoán đã giới thiệu các phương pháp trị liệu và bệnh lí, sử dụng phương pháp kinh nghiệm, logic và lý tính trong chẩn đoán, tiên lượng và điều trị. Văn bản chứa một danh sách các triệu chứng y khoa và quan sát chi tiết theo kinh nghiệm, cùng với các quy tắc logic kết hợp các triệu chứng quan sát được trên cơ thể bệnh nhân với chẩn đoán và tiên lượng.
Cùng với y học Ai Cập cổ đại cũng thời, người Babylon đã đưa ra các khái niệm chẩn đoán, tiên lượng, thực khám và kê đơn thuốc. Các triệu chứng và bệnh được điều trị thông qua các phương pháp trị liệu như băng bó, bôi thuốc mỡ và uống thuốc. Nếu một bệnh nhân không thể được chữa khỏi về mặt thể chất, các y sĩ Babylon thường tiến hành trừ tà để thanh tẩy bệnh nhân khỏi nguyền rủa. Y học Babylon thời kì sau cũng tương tự với y học Hy Lạp thời kỳ đầu ở nhiều mặt. Đặc biệt, các chuyên luận đầu tiên của Hippocrates thể hiện ảnh hưởng của y học Babylon về cả nội dung và hình thức.

### Công nghệ
Người Lưỡng Hà đã phát minh ra nhiều công nghệ bao gồm gia công đồng và kim loại khác, làm thủy tinh và đèn, dệt vải, trị thủy, trữ nước và tưới tiêu. Họ cũng là một trong những xã hội đồ đồng đầu tiên trên thế giới.
Theo một giả thuyết gần đây, hệ thống bơm ốc vít Archimedes có thể đã được Sennacherib của Assyria áp dụng cho hệ thống nước tại Vườn treo Babylon và Nineveh vào thế kỷ thứ 7 TCN, mặc dù các học giả chính thống cho rằng nó là một phát minh của Hy Lạp sau này. Trong thời kỳ Parthia hoặc Sasan, Pin Baghdad, có thể là loại pin đầu tiên trên thế giới, được phát minh ở Lưỡng Hà.

## Nghệ thuật và kiến trúc

### Nghệ thuật

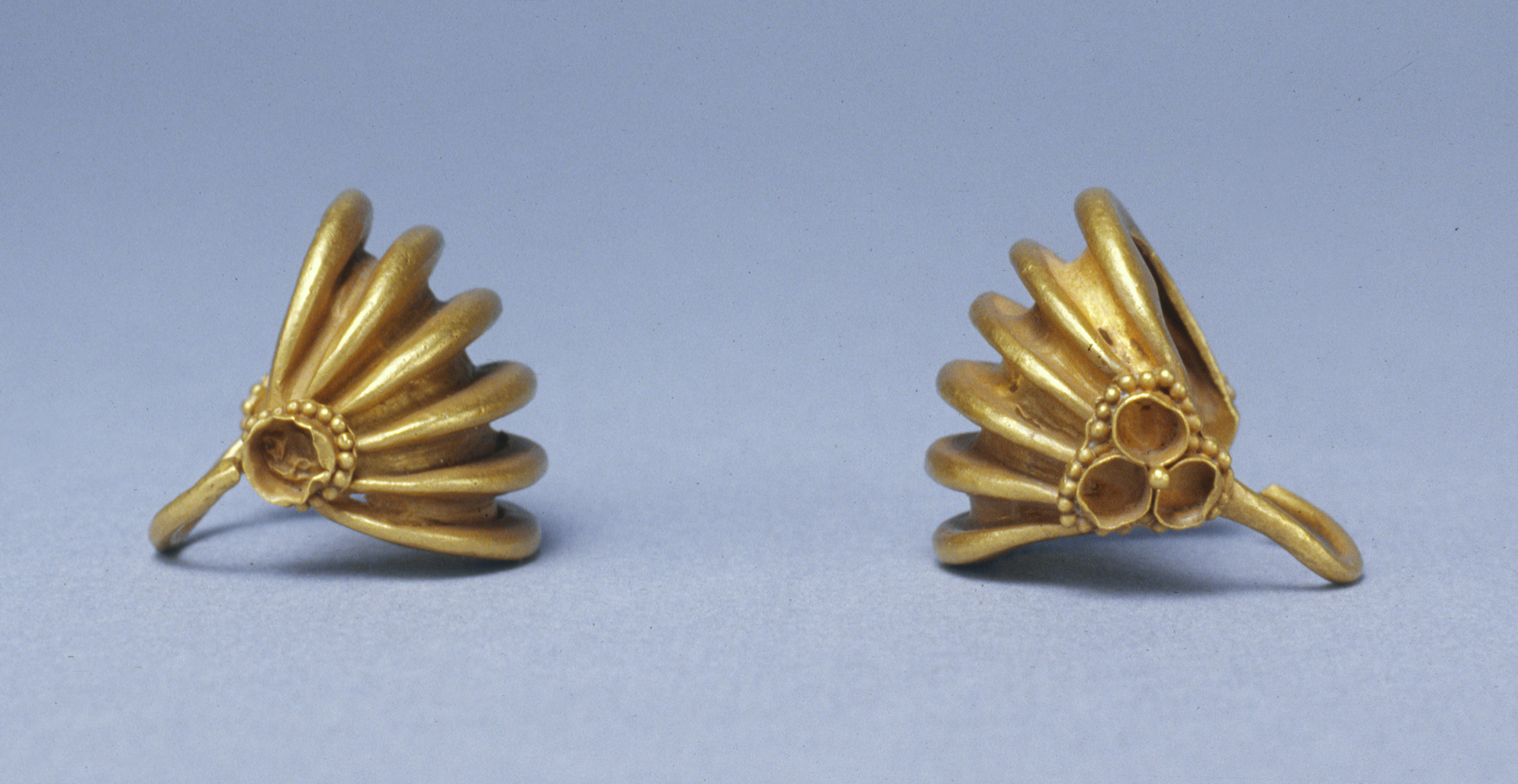
Cặp trang sức tóc hình giỏ, k. 2000 TCN

Nghệ thuật Lưỡng Hà cạnh tranh với với Ai Cập cổ đại ở mức độ kì vĩ, tinh xảo và công phu. Các mảng nghệ thuật chính là các hình thức điêu khắc khác nhau trên đá và đất sét; một số bức tranh nhỏ cũng tồn tại, nhưng chủ yếu được sử dụng để trang trí, mặc dù hầu hết các tác phẩm điêu khắc đều được sơn màu.
Thời kỳ Tiền-Văn tự, với sự thống trị của Uruk, đã cho ra đời các tác phẩm tinh xảo như bình gốm Warka và con dấu hình trụ. Thời kỳ sau có một số tượng tu sĩ và tín đồ với đôi mắt to bằng thạch cao dùng trong nghi lễ thờ cúng, nhưng rất ít trong số này còn tồn tại. Các tác phẩm điêu khắc hình người thời Sumer và Akkad thường có đôi mắt to nhìn chằm chằm và bộ râu dài. Nhiều kiệt tác cũng đã được tìm thấy tại Nghĩa trang Hoàng gia tại Ur (k. 2650 TCN), bao gồm hai bức tượng Ram trong bụi cây, Bò mộng bằng đồng và đầu bò gắn trên một cây đàn lia của Ur.
Ở các thời kỳ tiếp theo, trước sự lên ngôi của Đế chế Tân Assyria, nghệ thuật Lưỡng Hà tồn tại dưới một số hình thức: con dấu hình trụ, các bức tượng nhỏ trong vòng tròn và phù điêu với nhiều kích cỡ khác nhau. Phù điêu Burney là một tác phẩm nổi bật và tương đối lớn (51 x 38 cm) bằng đất nung, thể hiện một nữ thần có cánh với đôi chân của một con chim săn mồi, cùng với cú và sư tử. Nó có niên đại từ thế kỷ 18 hoặc 19 TCN, và cũng có thể được đúc bằng khuôn. Các tấm bia đá, lễ vật cúng tế, hoặc các phù điêu kỷ niệm chiến thắng và tiệc mừng, cũng được tìm thấy tại các đền thờ; Tấm bia Kền kền là một ví dụ thời đầu của phù điêu khắc, còn Bút tháp đen của Shalmaneser III ở Assyria là loại bia lớn đồ sộ thời kỳ sau.
Cuộc chinh phạt toàn bộ Lưỡng Hà và các vùng lãnh thổ xung quanh của người Assyria đã tạo ra một quốc gia rộng lớn và giàu có, với nghệ thuật tráng lệ ở các cung điện và nơi công cộng. Người Assyria đã phát triển một phong cách nghệ thuật bao gồm những bộ tranh khắc cực kỳ lớn với các bức phù điêu kể chuyện vô cùng tinh xảo bằng đá tại các cung điện, với những cảnh chiến tranh hoặc săn bắn; một bộ sưu tập như vậy hiện đang lưu trữ ở Bảo tàng Anh. Có rất ít tác phẩm điêu khắc trong vòng tròn, ngoại trừ các hình nhân bảo vệ khổng lồ, thường là lamassu đầu người, được điêu khắc hai bên của một khối hình chữ nhật. Ngay cả trước khi thống trị khu vực, người Assyria đã tiếp nối truyền thống đúc con dấu hình trụ với các thiết kế mạnh mẽ và tinh tế.

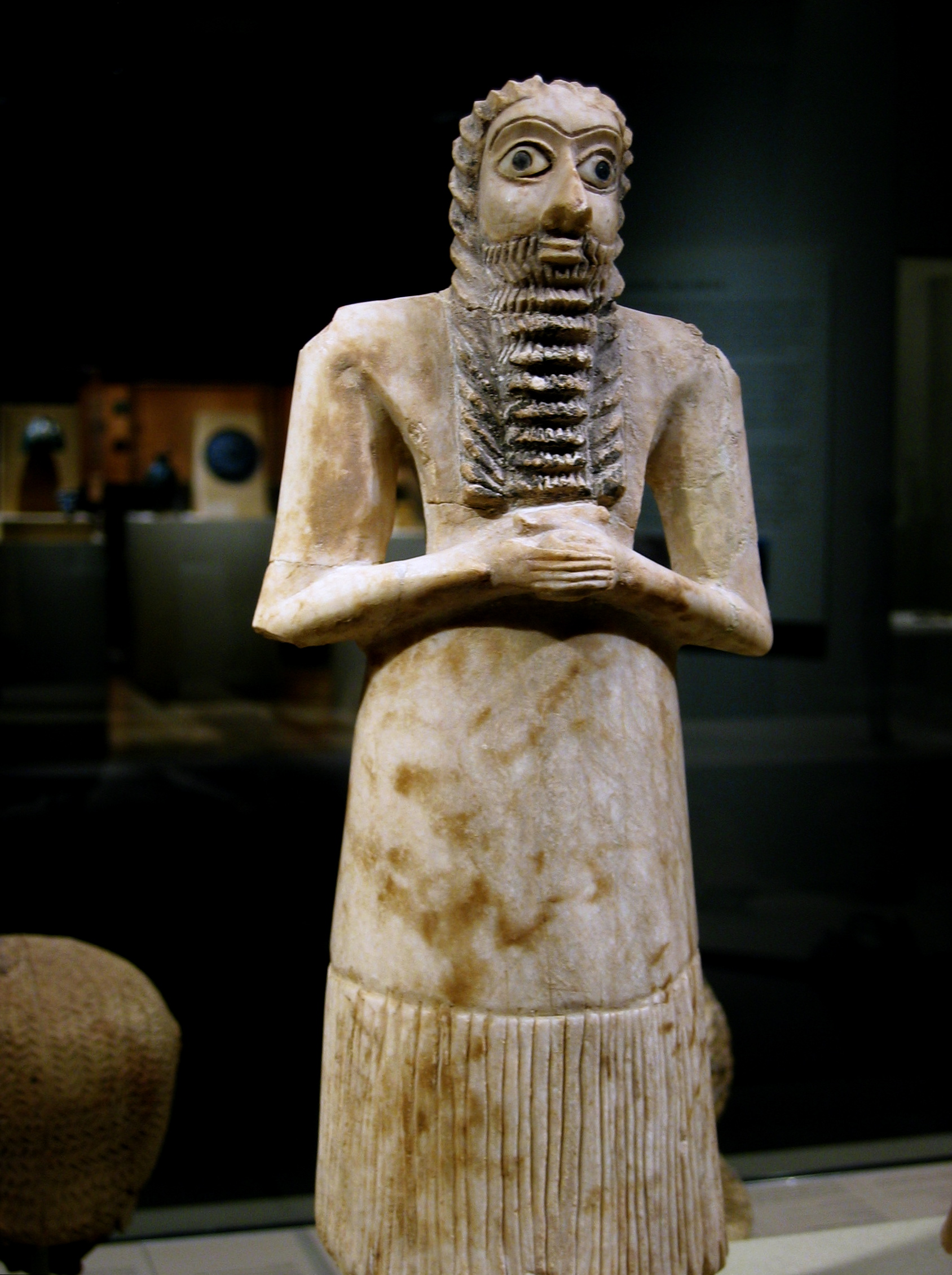
Tượng thạch cao với mắt bằng vỏ sò, thể hiện nam tín đồ từ Eshnunna, 2750-2600 TCN
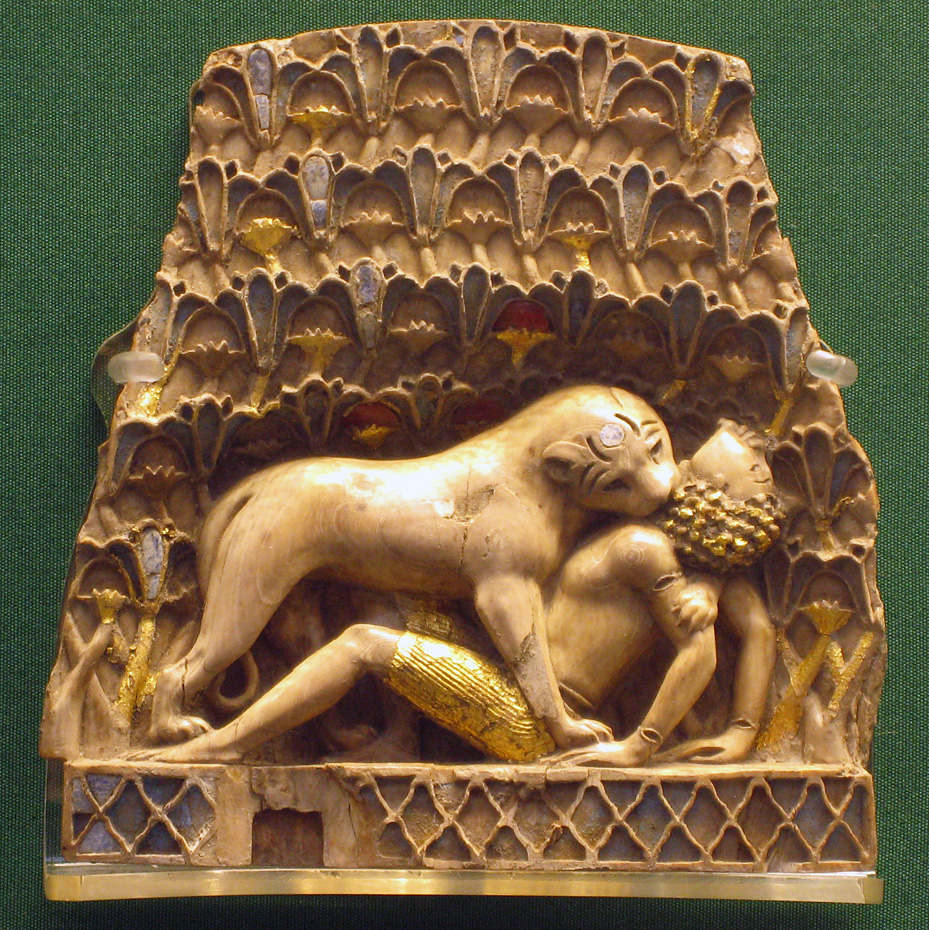
Một trong những chiếc ngà của Nimrud thể hiện một con sư tử đang ăn thịt một người đàn ông. Thời kỳ Tân Assyria, từ thế kỷ 9 đến 7 TCN.
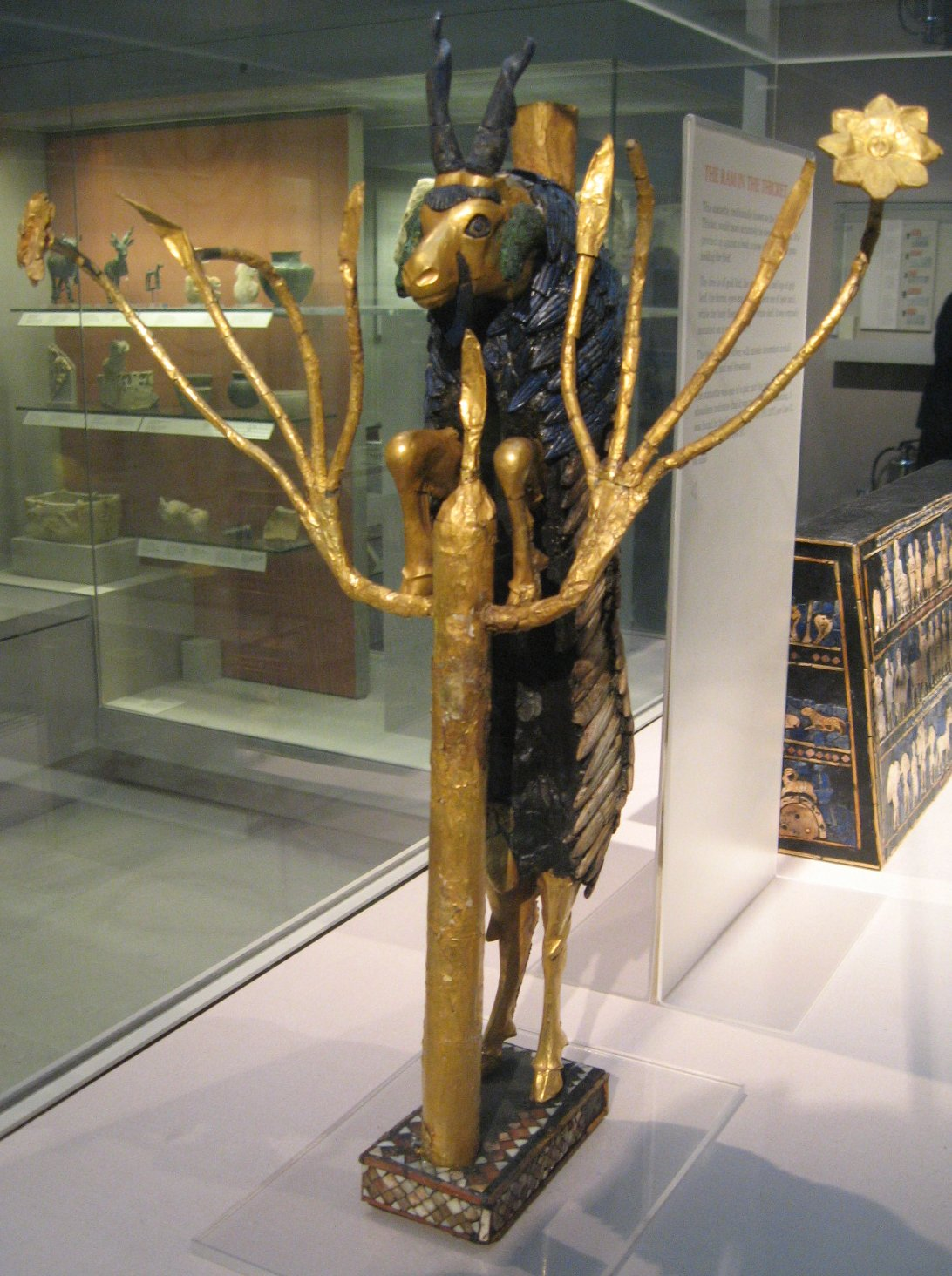
Một trong hai tượng Ram trong bụi cây, được tìm thấy tại Nghĩa trang Hoàng gia ở Ur, 2600–2400 TCN
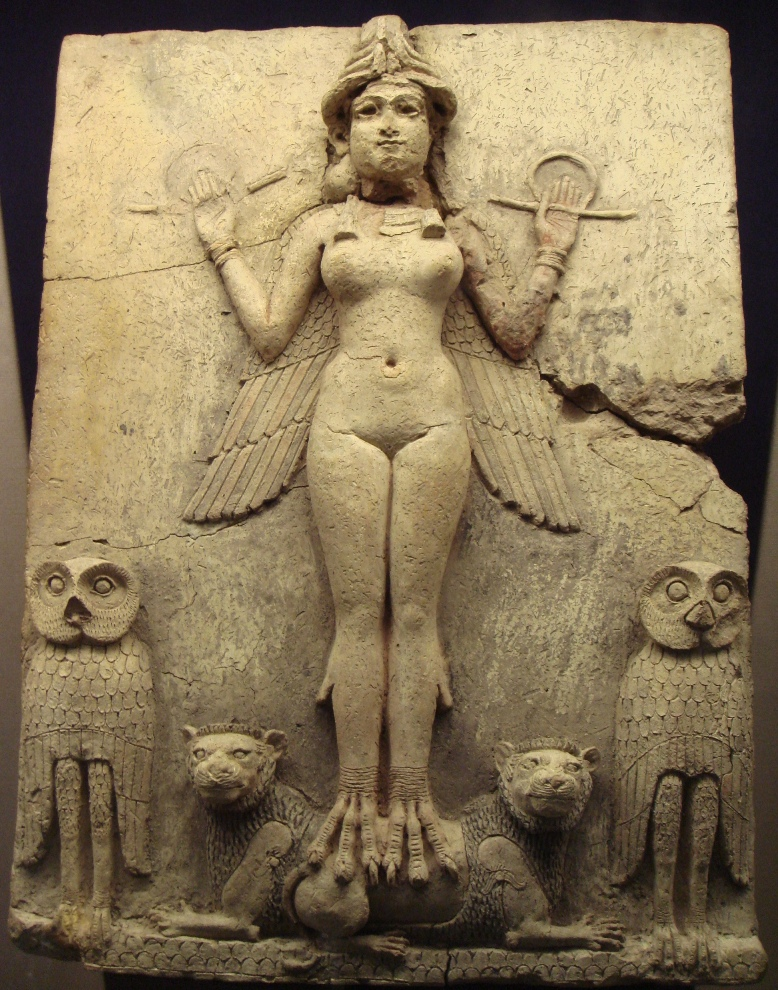
Phù điêu Burney, triều đại Babylon đầu tiên, k. 1800 TCN

### Kiến trúc

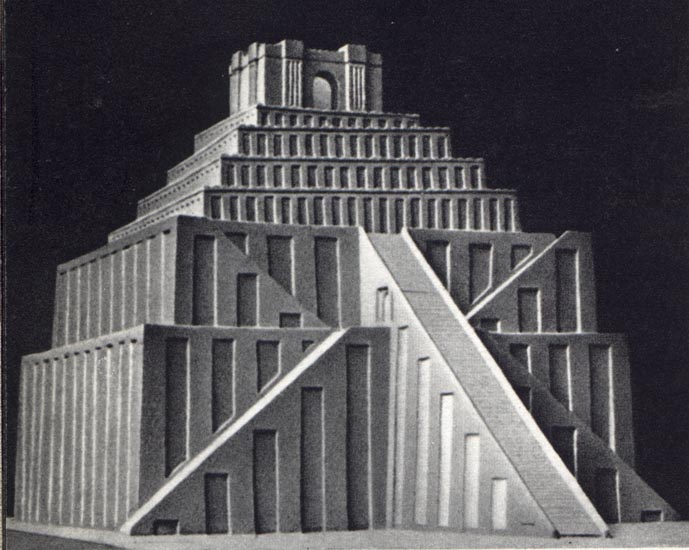
Một đề xuất phục dựng hình ảnh của ziggurat Sumer

Nghiên cứu về kiến trúc Lưỡng Hà cổ đại dựa trên các bằng chứng khảo cổ học có sẵn, hình ảnh của các tòa nhà thể hiện trên cổ vật và các văn bản về việc xây dựng. Văn học học thuật thường tập trung vào các đền thờ, cung điện, tường thành và cổng, và các tòa nhà hoành tráng khác, nhưng đôi khi người ta cũng tìm thấy các tác phẩm nói về kiến trúc dân dụng. Khảo sát bề mặt khảo cổ cũng cho phép nghiên cứu hình thái đô thị ở các thành phố Lưỡng Hà thời đầu.
Gạch là vật liệu chủ yếu vì có sẵn, còn đá xây dựng phải được vận chuyển từ khá xa. Ziggurat là hình thức kiến trúc đặc biệt nhất; các thành phố thường có cổng lớn, nổi tiếng trong đó là Cổng Ishtar ở Babylon thời Tân đế quốc, được trang trí với thú vật bằng gạch nhiều màu, hiện được trưng bày trong Bảo tàng Pergamon ở Berlin.
Các di tích kiến trúc đáng chú ý nhất từ thời Lưỡng Hà sơ kỳ là các quần thể đền thờ tại Uruk từ thiên niên kỷ thứ 4 TCN, các đền thờ và cung điện ở thung lũng sông Diyala như Khafajah và Tell Asmar, di tích Triều đại thứ ba của Ur ở Nippur (Thánh địa Enlil) và Ur (Thánh địa Nanna), di tích thời đồ đồng giữa ở Ebla, Mari, Alalakh, Aleppo và Kultepe của Syria, di tích thời đồ đồng muộn ở Bogazkoy (Hattusha), Ugarit, Ashur và Nuzi, cung điện và đền đài thời đồ sắt tại Assyria (Kalhu/Nimrud, Khorsabad, Nineveh), Babylon (Babylon), Urartia (Tushpa/Van, Kalesi, Cavustepe, Ayanis, Armavir, Erebuni, Bastam) và các di tích Tân Hitti (Karkamış, Tell Halaf, Karatepe). Nhà cửa hầu hết được tìm được tại di tích Cổ Babylon tại Nippur và Ur. Trong số các nguồn văn bản về xây dựng và các nghi lễ liên quan, đáng chú ý là là con dấu hình trụ của Gudea từ cuối thiên niên kỷ thứ 3, cũng như các bản khắc của hoàng gia Assyria và Babylon từ thời đồ sắt.

## Dẫn nguồn
1. ↑  Seymour, Michael (2004). "Ancient Mesopotamia and Modern Iraq in the British Press, 1980–2003". Current Anthropology. Quyển 45 số 3. tr. 351–368. doi:10.1086/383004. ISSN 0011-3204.
2. 1 2 3 4  "Mesopotamia", Wikipedia (bằng tiếng Anh), ngày 24 tháng 8 năm 2022, truy cập ngày 29 tháng 8 năm 2022
3. ↑  Liverani, Mario (4 December 2013). The Ancient Near East. p. 549.
4. ↑  Saggs, H. W. F. (1984). The might that was Assyria. London: Sidgwick & Jackson. ISBN 0-283-98961-0. OCLC 10569174.
5. ↑  Mesopotamia, 1962
6. ↑  Civilizations of ancient Iraq, 2009, ISBN 978-0-691-13722-3
7. ↑  Encyclopaedia of Islam, Second Edition, 2011
8. ↑  Regional approaches to Mesopotamian archaeology: the contribution of archaeological surveys, 2000
9. ↑  The archaeology of Mesopotamia. Theories and approaches, 2003, ISBN 978-0-415-25317-8
10. ↑  Foster & Polinger Foster 2009
11. ↑  Bahrani 1998
12. ↑  Scheffler, Thomas; 2003. " 'Fertile crescent', 'Orient', 'Middle East': the changing mental maps of Southeast Asia," European Review of History 10/2: 253–272.
13. ↑  Thompson, William R. (2004) "Complexity, Diminishing Marginal Returns, and Serial Mesopotamian Fragmentation" (Vol 3, Journal of World Systems Research)
14. ↑  Ancient Mesopotamia. The Eden that never was, ISBN 978-0-521-57568-3
15. 1 2  The Story of Us Humans, from Atoms to Today's Civilization, 2004
16. ↑  Winter, Irene J. (1985). "After the Battle is Over: The 'Stele of the Vultures' and the Beginning of Historical Narrative in the Art of the Ancient Near East". In Kessler, Herbert L.; Simpson, Marianna Shreve. Pictorial Narrative in Antiquity and the Middle Ages. Center for Advanced Study in the Visual Arts, Symposium Series IV. 16. Washington DC: National Gallery of Art. pp. 11–32. ISSN 0091-7338.
17. ↑  Fensham, F. Charles (19620, "Widow, Orphan, and the Poor in Ancient near Eastern Legal and Wisdom Literature"
(Journal of Near Eastern Studies Vol. 21, No. 2 (Apr. 1962)), pp. 129–139
18. ↑  "Ancient History in depth: Mesopotamia". BBC History. Truy cập ngày 21 tháng 7 năm 2017.
19. ↑  Finkelstein, J.J. (1955), "Subartu and Subarian in Old Babylonian Sources", (Journal of Cuneiform Studies Vol 9, No. 1)
20. ↑  Guo, Rongxing (2017). An Economic Inquiry into the Nonlinear Behaviors of Nations: Dynamic Developments and the Origins of Civilizations. Palgrave Macmillan. tr. 23. ASIN B01MYH67NC. ISBN 9783319487724. Truy cập ngày 8 tháng 7 năm 2019. It was not until the widespread use of a syllabic script was adopted under Sargon's rule that significant portions of Sumerian population became literate.
21. 1 2 3 4 5 6 7  Chisholm 1911, tr. 107.
22. ↑  Tatlow, Elisabeth Meier Women, Crime, and Punishment in Ancient Law and Society: The Ancient Near East Continuum International Publishing Group Ltd. (ngày 31 tháng 3 năm 2005) ISBN 978-0-8264-1628-5 p. 75
23. 1 2  "Mesopotamian religion". Britannica.
24. ↑  Bertman, Stephen (2005). Handbook to life in ancient Mesopotamia . Oxford [u.a.]: Oxford Univ. Press. tr. 312. ISBN 978-0-19-518364-1.
25. ↑  Giorgio Buccellati (1981), "Wisdom and Not: The Case of Mesopotamia", Journal of the American Oriental Society 101 (1), pp. 35–47.
26. ↑  Giorgio Buccellati (1981), "Wisdom and Not: The Case of Mesopotamia", Journal of the American Oriental Society 101 (1), pp. 35–47 [43].
27. ↑  Karen Rhea Nemet-Nejat (1998), Daily Life in Ancient Mesopotamia
28. ↑  Kramer, Samuel Noah (1963). The Sumerians: Their History, Culture, and Character. The Univ. of Chicago Press. ISBN 978-0-226-45238-8.
29. ↑  Richard Bulliet; Pamela Kyle Crossley; Daniel Headrick; Steven Hirsch; Lyman Johnson; David Northup (ngày 1 tháng 1 năm 2010). The Earth and Its Peoples: A Global History. Cengage Learning. ISBN 978-0-538-74438-6. Truy cập ngày 30 tháng 5 năm 2012.
30. ↑  "Axioms and Babylonian thought: A reply". Journal of Post Keynesian Economics. Quyển 27 số 3. tháng 4 năm 2005. tr. 385–391. doi:10.1080/01603477.2005.11051453 (không hoạt động ngày 23 tháng 3 năm 2020).{{Chú thích tạp chí}}:  Quản lý CS1: DOI không hoạt động tính đến 2020 (liên kết)
31. ↑  H.W.F. Saggs - Professor Emeritus of Semitic Languages at University College, Cardiff (2000). Babylonians. University of California Press. ISBN 978-0-520-20222-1. Truy cập ngày 29 tháng 5 năm 2012.
32. ↑  Roux, Georges, (1993) "Ancient Iraq" (Penguin)
33. ↑  Eves, Howard (1969). An Introduction to the History of Mathematics. Holt, Rinehart and Winston. tr. 31.
34. 1 2  Pingree, David (1998), "Legacies in Astronomy and Celestial Omens", in Dalley, Stephanie (ed.), The Legacy of Mesopotamia, Oxford University Press, pp. 125–137, ISBN 978-0-19-814946-0
35. ↑  Evans, James (1998). The History and Practice of Ancient Astronomy. Oxford University Press. tr. 296–297. ISBN 978-0-19-509539-5. Truy cập ngày 4 tháng 2 năm 2008.
36. ↑  Holden, James Herschel, 1996. A History of Horoscopic Astrology. AFA. ISBN 978-0-86690-463-6, tr. 1
37. ↑  Aaboe, Asger. "The culture of Babylonia: Babylonian mathematics, astrology, and astronomy". The Assyrian and Babylonian Empires and other States of the Near East, from the Eighth to the Sixth Centuries B.C. Eds. John Boardman, I. E. S. Edwards, N. G. L. Hammond, E. Sollberger and C. B. F. Walker. Cambridge University Press, (1991)
38. ↑  D. Brown (2000), Mesopotamian Planetary Astronomy-Astrology, Styx Publications, ISBN 90-5693-036-2.
39. ↑  Otto E. Neugebauer (1945). "The History of Ancient Astronomy Problems and Methods", Journal of Near Eastern Studies 4 (1), pp. 1–38.
40. ↑  George Sarton (1955). "Chaldaean Astronomy of the Last Three Centuries B.C.", Journal of the American Oriental Society 75 (3), pp. 166–173 [169].
41. ↑  William P. D. Wightman (1951, 1953), The Growth of Scientific Ideas, Yale University Press p. 38.
42. ↑  Leo Oppenheim (1977). Ancient Mesopotamia: Portrait of a Dead Civilization. University of Chicago Press. tr. 290.
43. ↑  R D. Biggs (2005). "Medicine, Surgery, and Public Health in Ancient Mesopotamia". Journal of Assyrian Academic Studies. Quyển 19. tr. 7–18.
44. ↑  M. J. Geller (2004). H. F. J. Horstmanshoff; Marten Stol; Cornelis Tilburg (biên tập). West Meets East: Early Greek and Babylonian Diagnosis. Brill Publishers. tr. 11–186. ISBN 978-90-04-13666-3. {{Chú thích sách}}: Đã bỏ qua |work= (trợ giúp)
45. ↑  Stephanie Dalley and John Peter Oleson (January 2003). "Sennacherib, Archimedes, and the Water Screw: The Context of Invention in the Ancient World", Technology and Culture 44 (1).
46. ↑  Open media to connect communities
47. ↑  Frankfort, 24–37
48. ↑  Frankfort, 45–59
49. ↑  Frankfort, 61–66
50. ↑  Frankfort, Chapters 2–5
51. ↑  Frankfort, 110–112
52. ↑  Frankfort, 66–74
53. ↑  Frankfort, 71–73
54. ↑  Frankfort, 66–74; 167
55. ↑  Frankfort, 141–193
56. ↑  A Companion to the Ancient Near East, 2005, ISBN 978-0-631-23293-3
57. ↑  "Mesopotamia". Truy cập ngày 21 tháng 7 năm 2017.